# Trimma sanguinellus
Trimma sanguinellus es una especie de peces de la familia de los Gobiidae en el orden de los Perciformes.

## Morfología
Los machos pueden llegar a alcanzar los 2,1 cm de longitud total.

## Hábitat
Es un pez de Mar y de clima subtropical y asociado a los  arrecifes de coral hasta los 26 m de profundidad.

## Distribución geográfica
Se encuentran en Indonesia y el oeste de Tailandia.

## Observaciones
Es inofensivo para los humanos.